# Seweryn (papież)
Seweryn (ur. w Rzymie, zm. 2 sierpnia 640 tamże) – 71. papież w okresie od 28 maja 640 do 2 sierpnia 640.

## Życiorys
Seweryn był synem Avienusa, pochodził z rzymskich, wyższych klas społecznych.
Po śmierci Honoriusza I został wybrany na papieża 12 października 638. Papież elekt musiał czekać około półtora roku na zatwierdzenie swojego wyboru przez cesarza Herakliusza, zanim został konsekrowany. Egzarcha Rawenny Izaak, który w imieniu cesarza bizantyjskiego zatwierdził wybór papieża, nie mógł wydać zgody dopóki papież elekt nie uzna Ekthesis głoszącą, że Chrystus miał jedną wolę. Wysłannicy papieża elekta Seweryna po długotrwałych negocjacjach i zapewnieniach cesarza Herakliusza, że uczynią wszystko aby papież uznał Ekthesis, powrócili do Rzymu z Konstantynopola ze zgodą na konsekrację Seweryna.
Seweryn nie uznał Ekthesis stając się obiektem ataków ze strony cesarza. Pod wpływem pisarza wojskowego Maurycego, żołnierze stwierdzili, że należny im żołd jest przetrzymywany w skarbcu papieskim. Egzarcha Izaak przybył do Rzymu i pod pretekstem rozstrzygnięcia problemu zrabował skarbiec. Nie wiadomo, czy oficjalnie papież Seweryn uznał Ekthesis, zmarł bowiem w dwa miesiące po konsekracji. Papież popierał poglądy Grzegorza I względem mnichów, ale miał także duży szacunek dla kleru świeckiego, któremu podniósł uposażenie.
Seweryn został pochowany w bazylice św. Piotra.